# Дулан
Дула́н (кит. упр. 都兰, пиньинь Dūlán, палл. Дулань) — уезд Хайси-Монгольско-Тибетского автономного округа провинции Цинхай (КНР).

## История
Уезд Дулан был образован в 1930 году.
В 1952 году уезд Дулан был расформирован, а вместо него был образован Дулан-Монголо-Тибетско-Казахский автономный район (都兰蒙藏哈萨克族自治区) уездного уровня.
В 1954 году был образован Хайси-Монголо-Тибетско-Казахский автономный район (海西蒙藏哈萨克族自治区) окружного уровня, власти которого разместились в этих местах; Дулан-Монголо-Тибетско-Казахский автономный район был при этом разделён на Дулан-Монгольский автономный район (都兰蒙古族自治区) уездного уровня, Тяньцзюнь-Тибетский автономный район (天峻藏族自治区) уездного уровня, и Ардуньцюйкэ-Казахский автономный район (阿尔顿曲克哈萨克族自治区) районного уровня.
В 1955 году Хайси-Монголо-Тибетско-Казахский автономный район был переименован в Хайси-Монголо-Тибетско-Казахский автономный округ (海西蒙藏哈萨克族自治州), а Дулан-Монгольский автономный район был преобразован в уезд Дулан. В 1958 году из уезда Дулан был выделен уезд Дэлинха, а в 1959 году — уезд Улан. 

## Административное деление
Уезд Дулан делится на 4 посёлка и 4 волости.

## Климат
| Показатель              | Янв.  | Фев.  | Март | Апр. | Май  | Июнь | Июль | Авг. | Сен. | Окт. | Нояб. | Дек.  | Год  |
| ----------------------- | ----- | ----- | ---- | ---- | ---- | ---- | ---- | ---- | ---- | ---- | ----- | ----- | ---- |
| Средний максимум, °C    | −2,7  | −0,2  | 5,1  | 10,8 | 15,5 | 18,5 | 21,3 | 21,0 | 16,1 | 10,0 | 2,8   | −1,3  | 9,7  |
| Средняя температура, °C | −10   | −7,1  | −1,6 | 4,1  | 8,9  | 12,2 | 14,7 | 14,2 | 9,2  | 2,9  | −4,6  | −8,8  | 2,8  |
| Средний минимум, °C     | −15,4 | −12,4 | −7   | −2   | 2,7  | 6,2  | 8,9  | 8,2  | 3,7  | −2,3 | −9,6  | −13,9 | −2,7 |
| Норма осадков, мм       | 3     | 5     | 6    | 10   | 25   | 41   | 36   | 29   | 16   | 7    | 3     | 3     | 184  |
| Источник: World Climate |       |       |      |      |      |      |      |      |      |      |       |       |      |